# 诺萨克 (洛泽尔省)
诺萨克（法語：Naussac，法語發音：[nosak]）是法国洛泽尔省的一个旧市镇，属于芒德区。2016年，诺萨克与市镇丰塔讷合并为新市镇诺萨克-丰塔讷。

## 地理
诺萨克（44°43'38"N, 3°50'19"E）面积13.52 平方千米，位于法国奧克西塔尼大區洛泽尔省，该省份为法国南部内陆省份，北起上盧瓦爾省和康塔爾省，西接阿韦龙省，南至加尔省，东临阿尔代什省。
与诺萨克接壤的市镇（或旧市镇、城区）包括：罗雷、圣艾蒂安迪维冈、普拉代勒、朗戈涅、罗克勒、沙斯塔涅、欧鲁、丰塔讷。
诺萨克的时区为UTC+01:00、UTC+02:00（夏令时）。

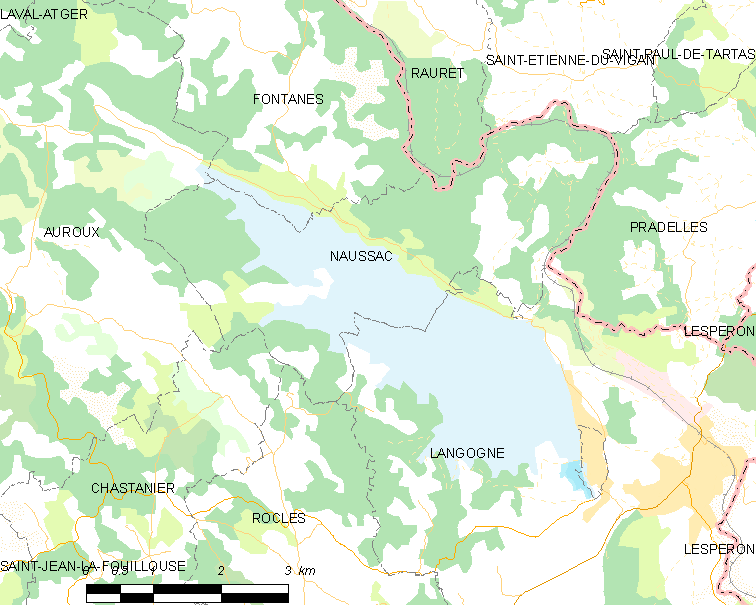
诺萨克的OSM定位图

## 行政
诺萨克的邮政编码为48300，INSEE市镇编码为48105。

## 政治
诺萨克所属的省级选区为朗戈涅县。

## 人口

1962-2008年间诺萨克人口变化图示

诺萨克于2018年1月1日时的人口数量为202人。